# Pallenopsis childi
Pallenopsis childi is een zeespin uit de familie Pallenopsidae. De soort behoort tot het geslacht Pallenopsis. Pallenopsis childi werd in 1986 voor het eerst wetenschappelijk beschreven door Stock. 